# 大运河森林公园

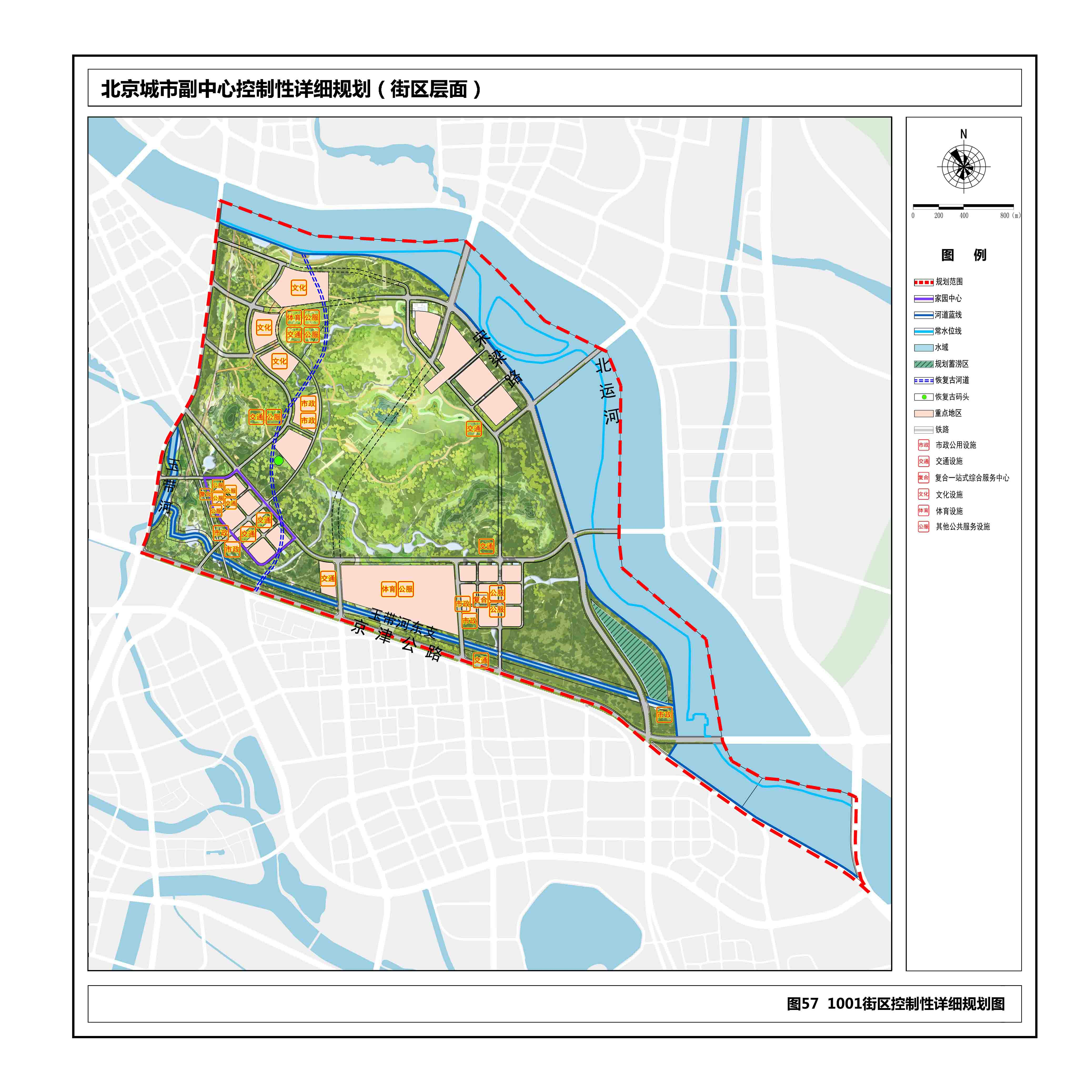
《北京城市副中心控制性详细规划（街区层面）（2016年—2035年）》 1001街区规划图则

《北京城市副中心控制性详细规划（街区层面）（2016年—2035年）》 0903街区规划图则

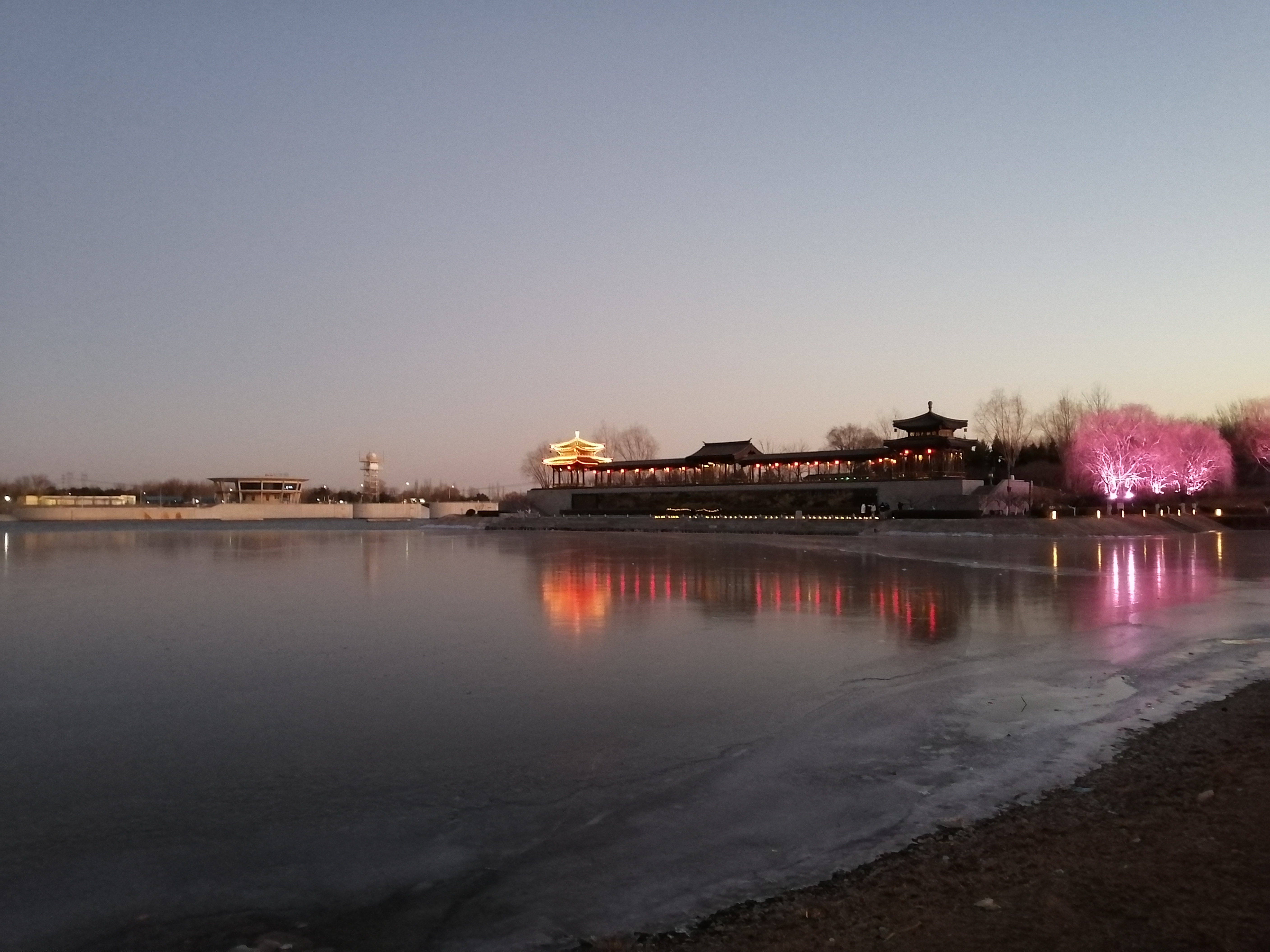
「運河風韻」景點

大运河森林公园是一座位于北京市通州区北运河两侧的公园，占地10700多亩，是北京市第一个建成万亩滨河森林公园。
此公园的大运河森林公园的总设计师是檀馨（女），设计理念是“以绿为体，以水为魂，林水相依”，布局为“一河、两岸、六园、十八景”：“一河”：北运河，沿岸建有5个码头；“两岸”：是两岸堤路绿化，既有交通功能，又有观景功能；“六大景区”：潞河桃柳景区、月岛闻莺景区、丛林活力景区，银枫秋实景区、明镜移舟景区、高台平林景区；“十八个景点”：桃柳映岸、榆桥春色、茶棚话夕、皇木古渡、长虹花雨、月岛画境、湿地蛙声、半山人家、银枫秋实、枫林茗香、大棚囤贮、风行芦荡、丛林欢歌、双锦天成、明镜移舟、平林烟树、枣红若涂、高台浩渺。公园建设时，保留了10万余株的原有林，增加了常绿树和花灌木。公园建设总投资6.6亿元或近11亿元，2010年9月25日开园。
2017年2月24日中午，中共中央总书记、国家主席、中央军委主席习近平来到大运河森林公园，听取通州区情况介绍，察看环境治理成果，眺望北京城市副中心建设全貌。习近平强调，“北京城市副中心建设要高度重视绿化、美化，增强吸引力。”“通州有不少历史文化遗产，要古为今用，深入挖掘以大运河为核心的历史文化资源。”“保护大运河是运河沿线所有地区的共同责任，北京要积极发挥示范作用。”
2020年7月23日，颐和园与森林公园签订了结对帮扶协议，将向后者输出公园精细化管理经验。